# 吉田栄作
吉田 栄作（よしだ えいさく、1969年〈昭和44年〉1月3日 - 本名同じ）は、日本の俳優・歌手。神奈川県秦野市出身。身長182cm、体重72kg。血液型はA型。元妻はモデルの平子理沙。現在の妻は女優の内山理名。

## 来歴
秦野市立本町幼稚園卒園。秦野市立本町小学校、秦野市立本町中学校、神奈川県立秦野南が丘高等学校（現・神奈川県立秦野総合高等学校）卒業。

### 幼少期 - 学生時代
小学校5年からバスケットボールを続けていた。
16歳のとき、当時のガールフレンドに誘われて、新宿センタービルの高層階にあるお店でお茶を飲んでいたら、窓の外を見下ろすと、スクランブル交差点に行き交う人の小ささを見て、「あ、自分もあの中の一粒だな。それなら一度しかない人生なので記録に残るような人間になりたい」と、それが浜田省吾の「終りなき疾走」の歌詞のように、自身にとっては"稲妻"で、次の日にはバスケ部を退部した。「自分の場合は芸能界がそれに直結し、友人からボーカリストにも誘われてバンド活動を始める。あの日、あそこに行ってなかったら芸能界には入っていないと思う」と話している。
東京の俳優養成所に通い、放課後は上京に向けてアルバイトを始め、全部で4つ掛け持ちをした。

### 下積み時代
高校卒業後、矢沢永吉を真似て19歳で上京するが、東京が近すぎたため、敢えて実家から遠い江戸川区平井に住む。最初は小さな俳優養成所に所属し、カラオケの映像や、テレビや映画のエキストラなどをし、夜は渋谷のカフェバーでアルバイトをする。店は渋谷ビデオスタジオに近い場所で、業界関係者がお客としてたくさん訪れ、当時は後にトレンディドラマと呼ばれるテレビドラマが業界を席捲しはじめた頃で、陣内孝則やW浅野、三上博史、石田純一らも店に来ていて、バイト中にそれを横目に「ああ、俺も出たいな」と悔しい思いをした。

### 芸能界デビュー
店の常連客だったスタイリストからフジテレビ主催の「ナイスガイ・コンテスト・イン・ジャパン」へのチャレンジを勧められ、グランプリを受賞（彦摩呂が準グランプリ）。このコンテストに来ていた東映のプロデューサーから映画『ガラスの中の少女』の後藤久美子の相手役のオーディション参加を勧められ、これにも優勝し同作で東映からでスクリーン・デビュー、これが正式に芸能界デビューとなる。また現在のワタナベエンターテインメントの社長にスカウトされて、当時の渡辺プロダクションに所属も決まる。
さらにレコード会社の東芝EMIから独立したファンハウスレコードの社長も来ていて1989年に歌手デビューも果たし、自身でも「ビッグウェーブを感じ」、とんとん拍子に成り上がる。阿部寛、風間トオルらと共にモデルやモデルオーディション上がりという、新しいタイプのイケメン俳優のハシリとなる。それまでの「モデル上がりは顔だけで中身が無い」という風潮が、彼らの俳優としての活躍により一変することとなる。
当時のトレンディドラマにも多数主演して人気を博し、1991年当時世界的に流行し始めた「クライムサスペンス」を思わせる『もう誰も愛さない』の主演は大きな反響を呼んだ。自身でも「ジェットコースターのようにどんどん展開が変わる作品で、見ているときにトイレにちょっと行って戻ったらもう3年経ってた、みたいな作品でしたね。またこの作品にはすごく残虐なシーンもあり、後に流行となるドロドロ系ドラマの先駆けだったと思います」、「このドラマは22歳のときだったんですが、その時点で僕が感化された浜田省吾さんの『MONEY』の歌詞のように、僕が16歳のとき思い描いていた夢が全部叶ったんです」などと述べている。これが後の渡米の初期衝動となる。
歌手デビュー前に制作されたショートムービー『NO PROBLEM』（脚本・秋元康、監督・堤幸彦）では、オーディションで選ばれたキャリスタ・フロックハートと共演。当時キャリスタはまだデビューしたばかりだったが、後年、人気を博した彼女の主演作『アリー my Love』をテレビで見て、当時の共演者だと知り、驚いたという（「NO PROBLEM」は『Let's Get Out! 〜20th Anniversary Best〜』CD+DVD版に同梱のDVDに収録）。
1989年9月6日に「どうにかなるさ〜Chasing My Dream」で歌手としてファンハウスからデビュー。同期歌手デビューに田中美奈子、田村英里子、マルシア、島崎和歌子などがいる。1990年・1991年にNHK紅白歌合戦出場（1990年は「心の旅」、1991年は「もしも君じゃなきゃ」を歌唱）。
1990年代初期には加勢大周・織田裕二と3人で「トレンディ御三家」「平成御三家」と呼ばれ、吉田は長男格であった。しかし、あまりにも自尊心の高さをアピールする芸風が一時一人歩きし、1995年に芸能活動を一時期休止、26歳のとき、かねてより準備していたハリウッド挑戦のため渡米。英語に堪能となった。
1998年に帰国後、ドラマ『流通戦争』（NHK）で国内での俳優業に復帰。その後、2001年10月から2年半放送された『マネーの虎』（NTV）ではタレント・司会者としても人気を博する。以来、精力的にテレビドラマや新国立劇場での舞台演劇等に出演し、優れた演技で高い評価を得る。
休止していた音楽活動も、2004年8月15日に表参道FABで行われたライブより再開し、2007年にはインディーズでミニ・アルバムを発売。2009年8月5日には音楽活動20周年を記念し、「心の旅」をセルフカバーしたシングルとファンからの投票で選曲されたベスト・アルバムが同時発売された。メジャー・レーベルからのCDリリースは14年ぶり。
2009年、『an・an』No.1671合併特大号で結婚12年目で、平子理沙と夫婦初共演となるツーショットを初披露した。
2015年7月15日、出身地である神奈川県秦野市の市制施行50周年記念に制作された曲「With You ありがとう」に、10年を経て60周年記念にボランティアでレコーディングに参加、「吉田栄作版」CDを2000枚制作・販売した。9月26日、秦野たばこ祭に初出演し、本町小学校のステージで楽曲を披露した。秦野たばこ祭りには2019年と2022年に参加している。
2018年12月31日を以て、デビューから30年にわたって所属していたワタナベエンターテインメントとの契約を終了、退社した。

### 私生活
3年半の交際を経て、1997年にモデルの平子理沙と結婚。結婚直後に吉田が渡米したため、新婚直後より「別居婚」だったとも報じられた。
2015年12月21日、互いの仕事や生活環境の変化に伴うすれ違いを理由に離婚した。（同日、所属事務所の代理人が都内区役所に離婚届を提出。）
2021年11月21日、女優の内山理名と4年間の交際を実らせて再婚したことを明らかにした。「一粒万倍日」のこの日をあえて選んで婚姻届を提出した。大晦日には、日本武道館で開催の『ももいろ歌合戦』（BS日テレ・ニッポン放送・ABEMAなどが生中継）へ初出場。

## 人物
若い時はツッパリで有名。ナベプロに入った頃も、先輩の中山秀征とは口も利かなかったが、たまたま飛行機で一緒になり、矢沢永吉が好きという話で意気投合。しかし、矢沢への愛がどちらが強いかで言い合いになりお互い譲らなかったが、「これでもか」と吉田が矢沢の著書『成りあがり』をポケットから取り出した。なお、役者修業で渡米する時には「俺は絶対ジャンボになってやる」と言ったことがある。吉田自身は「言ったかもしれない、けど覚えてない」と述べている
戦後の著名な総理大臣である、吉田茂と佐藤栄作の名前を足して二で割ったような名前から芸名だと思われがちだが、「吉田栄作」は本名である。

## ディスコグラフィ

### シングル
|                    | 発売日         | タイトル                               | c/w                                              | 規格品番                |
| ファンハウス       | ファンハウス   | ファンハウス                           | ファンハウス                                     | ファンハウス            |
| ------------------ | -------------- | -------------------------------------- | ------------------------------------------------ | ----------------------- |
| 1st                | 1989年9月6日   | どうにかなるさ -Chasing My Dream-      | 悲しくていいさ                                   | 00FD-4020               |
| 2nd                | 1989年12月1日  | 抱きしめたい                           | FAR AWAY                                         | FHDF-1003               |
| 3rd                | 1990年5月9日   | 心の旅                                 | Feel                                             | FHDF-1023               |
| 4th                | 1990年8月29日  | プラトニック -あと1センチ傘が寄ったら- | Can't Say Goodbye                                | FHDF-1044               |
| 5th                | 1990年11月28日 | 導火線                                 | あいつがとまらない                               | FHDF-1061               |
| 6th                | 1991年2月20日  | V -ヴィクトリー-                       | HARD LUCK DAY                                    | FHDF-1083               |
| 7th                | 1991年8月21日  | 僕は何かを失いそうだ                   | TRAVELING' FANCY BAND with B-reix                | FHDF-1113               |
| 8th                | 1991年11月1日  | もしも君じゃなきゃ/DARKLESS HEART      |                                                  | FHDF-1122               |
| 9th                | 1992年4月18日  | いつだって今が始まり                   | LOST SEASON                                      | FHDF-1171               |
| 10th               | 1992年9月2日   | ONE WAY TRIP                           | FAR AWAY                                         | FHDF-1209               |
| 11th               | 1993年4月1日   | 陽の当たる場所へ                       | 旅路 〜IN MELBOURNE〜                            | FHDF-1268               |
| 12th               | 1993年5月12日  | おまえがいなけりゃ                     | 地球の風                                         | FHDF-1276               |
| 13th               | 1993年7月25日  | BORO BORO                              | 虹の下のライン                                   | FHDF-1303               |
| 14th               | 1994年3月24日  | MAY 〜君に逢うために〜                 | Graduation Day                                   | FHDF-1372               |
| 15th               | 1994年7月25日  | Bluebird                               | Shiny Paradise                                   | FHDF-1402               |
| 16th               | 1994年11月16日 | 丘の上の鐘 〜I wish you a Merry Xmas〜 | Traveling' Fancy band II 〜Let's Go Fancy band〜 | FHDF-1426               |
| 17th               | 1995年6月25日  | 真夏の路上 〜午前3時のWILD BOY〜       | 今を抱きしめて 〜Unplugged version〜             | FHDF-1476               |
| NAYUTAWAVE RECORDS |                |                                        |                                                  |                         |
| 18th               | 2009年8月5日   | 心の旅(ver.2009)                       | Still Chasing                                    | UPCH-89057 (初回限定盤) |
| 18th               | 2009年8月5日   | 心の旅(ver.2009)                       | Still Chasing                                    | UPCH-80137 (通常盤)     |
| その他             |                |                                        |                                                  |                         |
| 限定               | 2015年7月15日  | With You ありがとう                    |                                                  |                         |

#### コラボレーション
| 発売日               | タイトル       | c/w                                                  | 規格品番  | 発売元                              |
| NOA                  | NOA            | NOA                                                  | NOA       | NOA                                 |
| -------------------- | -------------- | ---------------------------------------------------- | --------- | ----------------------------------- |
| 1993年11月3日        | 今を抱きしめて | オリジナル・カラオケ3バージョン                      | FHDF-1329 | ファンハウス マイカルハミングバード |
| 吉田栄作 with B-reix |                |                                                      |           |                                     |
| 1995年9月25日        | MURPHY'S LAW   | 真夏の路上 〜午前3時のWILD BOY〜 (LIVE IN HONG KONG) | FHDF-1505 | ファンハウス                        |

### アルバム

#### オリジナル・アルバム
|              | 発売日         | タイトル                | 規格品番     |
| ファンハウス | ファンハウス   | ファンハウス            | ファンハウス |
| ------------ | -------------- | ----------------------- | ------------ |
| 1st          | 1990年2月1日   | MURPHY'S LAW            | FHCF-1005    |
| 2nd          | 1990年9月12日  | 少年のいた夏            | FHCF-1074    |
| 3rd          | 1991年6月1日   | 僕は何かを失いそうだ    | FHCF-1122    |
| 4th          | 1991年12月18日 | NO LOOKIN' BACK         | FHCF-1166    |
| 5th          | 1992年10月25日 | THE LONG & WINDING ROAD | FHCF-2034    |
| 6th          | 1993年7月1日   | 太陽野郎                | FHCF-2098    |
| 7th          | 1995年7月15日  | RESISTANT               | FHCF-2234    |
| インディーズ |                |                         |              |
| 8th          | 2007年7月22日  | 1000 N Hancock Ave. #15 | AMB-0001     |

#### ベスト・アルバム
|                    | 発売日         | タイトル                                    | 規格品番     |
| ファンハウス       | ファンハウス   | ファンハウス                                | ファンハウス |
| ------------------ | -------------- | ------------------------------------------- | ------------ |
| 1st                | 1993年12月22日 | A WHISPER                                   | FHCF-2141    |
| 2nd                | 1995年11月25日 | Mr.マーフィーへの伝言 〜SINGLES 1989-1995〜 | FHCF-2267    |
| NAYUTAWAVE RECORDS |                |                                             |              |
| 3rd                | 2009年8月5日   | Let's Get Out! 〜20th Anniversary Best〜    | UPCH-20163   |

### タイアップ曲
| 楽曲                                   | タイアップ                                                     |
| -------------------------------------- | -------------------------------------------------------------- |
| どうにかなるさ -Chasing My Dream-      | グリコ「ポッキー」CMソング                                     |
| 抱きしめたい                           | テレビ東京系ドラマ『あいつがとまらない!』主題歌                |
| プラトニック -あと1センチ傘が寄ったら- | ブティックJOY CMソング                                         |
| V -ヴィクトリー-                       | セブン-イレブン バレンタイン&ホワイトディ CMソング             |
| HARD LUCK DAY                          | 農協の共済 CMソング                                            |
| 僕は何かを失いそうだ                   | 映画『代打教師 秋葉、真剣です!』主題歌                         |
| もしも君じゃなきゃ                     | 日本テレビ系ドラマ『愛さずにいられない』主題歌                 |
| DARKLESS HEART                         | グリコ ツイン アーモンドチョコレート CMソング                  |
| いつだって今が始まり                   | テレビ朝日系『セイシュンの食卓』エンディングテーマ             |
| 陽の当たる場所へ                       | JA共済 CMソング                                                |
| おまえがいなけりゃ                     | 日本テレビ系ドラマ『嘘つきは夫婦のはじまり』エンディングテーマ |
| 今を抱きしめて                         | TBS系ドラマ『徹底的に愛は…』主題歌                             |
| 真夏の路上 〜午前3時のWILD BOY〜       | TBS系『世界・ふしぎ発見!』エンディングテーマ                   |
| 心の旅(ver.2009)                       | TBS系『ひるおび!』2009年8月度エンディングテーマ                |
| With You ありがとう                    | 秦野市制施行60周年記念曲                                       |

### NHK紅白歌合戦出場歴
| 年度/放送回                | 回 | 曲目               | 出演順 | 対戦相手    |
| -------------------------- | -- | ------------------ | ------ | ----------- |
| 1990年（平成2年） / 第41回 | 初 | 心の旅             | 02/29  | 中山美穂    |
| 1991年（平成3年） / 第42回 | 2  | もしも君じゃなきゃ | 03/28  | 中山美穂(2) |

注意点
- 出演順は「出演順 / 出場者数」で表す。
- 対戦相手の歌手名のカッコ内の数字はその歌手との対戦回数を表す。

## 出演

### テレビドラマ

#### NHK
- 黄色い髪（1989年）
- 流通戦争（1998年1月、土曜ドラマ） - 主演：神野大介 役
- 元禄繚乱（1999年、大河ドラマ） - 岡島忠嗣 役
- 柳橋慕情（2000年）
- 武蔵 MUSASHI（2003年、大河ドラマ） - 宍戸梅軒 役
- 御宿かわせみ 第1シリーズ 第1話「幼なじみ」（2003年）
- 愛の家〜泣き虫サトと7人の子〜（2003年）
- ダイヤモンドの恋（2005年）
- 柳生十兵衛七番勝負 最後の闘い（2007年、木曜時代劇） - 柳生厳包 役
- だんだん（2008年9月29日 - 2009年3月、朝の連続テレビ小説） - 田島忠 役
- 再生の町（2009年8月29日 - 9月26日） - 水元幸彦 役
- 中学生日記（2011年1月15日、NHK教育）
- 負けて、勝つ 〜戦後を創った男・吉田茂〜（2012年、土曜ドラマスペシャル） - 服部卓四郎 役
- 神様の赤ん坊（2012年、プレミアムドラマ〈NHK札幌放送局制作〉） - 岩館修一 役
- ラジオ（2013年、特集ドラマ） - 國枝重治 役
- 太陽の罠（2013年、土曜ドラマ） - 三浦智明 役
- プラトニック（2014年、プレミアムドラマ、NHK BSプレミアム） - 佐伯武彦 役
- 64（ロクヨン）（2015年、土曜ドラマ）
- ボクの妻と結婚してください。（2015年、プレミアムドラマ、NHK BSプレミアム） - 沖秀樹 役
- 愛おしくて（2016年、ドラマ10） - 中原光太郎 役[24]
- トットてれび（2016年） - 黒柳守綱 役[25]
- 進め!青函連絡船（2016年、青森発地域ドラマ、NHK BSプレミアム） - 主演・服部徹 役[26]
- 忠臣蔵の恋〜四十八人目の忠臣〜（2016年） - 細井広沢 役
- Wの悲劇（2019年） - 間崎鐘平 役
- プリズム（2022年）- 奥寺耕太郎 役
- フェイククイズ　アリエル？「トレンディードラマ・東京タワー」（2025年3月30日、NHK BSプレミアム4K）※番組内ドラマ

#### 日本テレビ
- いつか、サレジオ教会で（1991年、「水曜グランドロマン」） - 若森俊 役
- 愛さずにいられない（1991年10月 - 12月） - 主演・水木勉 役
- 嘘つきは夫婦のはじまり（1993年4月 - 6月） - 主演・水沢亮太 役
- ステイション（1995年1月 - 3月） - 主演・鴨志田透 役
- 七曲署捜査一係（1998・1999年） - 香川達也 役
- 秘密（2003年、火曜サスペンス劇場）
- 冬のひまわり「家族の絆が紡ぐ奇跡の愛情物語・・・たっちゃん死なないで!」（2004年、ウーマンズ・ビート） - 伊原達夫 役
- anego〜アネゴspecial〜（2005年12月28日） - 望月幾也 役
- 探偵・日暮旅人（2017年） - 犬飼啓 役
- イノセンス 冤罪弁護士（2019年） - 阿蘇重雄 役

#### TBS
- 東京X'マスラブウォーズ（1989年）
- アホバカOL VS 24時間男の激突（1990年）
- 誘惑（1990年4月13日 - 6月29日） - 藤家雄介 役
- クリスマス・イブ（1990年10月12日 - 12月21日） - 主演・藤井剛 役[注 2]
  - クリスマス・イブからはじめよう（1991年10月4日） - 主演・藤井剛 役[注 2]
- 大逃走!東京－鹿児島1420キロ（1991年）
- 徹底的に愛は…（1993年10月15日 - 12月24日、「金曜ドラマ」） - 主演・中原論平 役[注 2]
- ブラックジャックによろしく（2003年） - 田辺秀勝弁護士 役
- 新しい風（2004年4月 - 6月） - 新見昂 役
- オレンジデイズ（2004年）※ゲスト出演
- 特上カバチ!! 第1話・第2話（2010年1月） - 中山正 役
- 屋上のあるアパート[注 3]（2011年3月21日） - 工藤俊太郎 役
- 森村誠一サスペンス 正義の証明（2011年9月26日、月曜ゴールデン） - 伊吹伸介 役
- MONSTERS 第4話（2012年11月11日） - 安東研一 役
- 特捜弁護士・橘竜太郎（2013年6月10日、月曜ゴールデン） - 橘竜太郎 役
- LEADERS リーダーズ（2014年3月22日・23日、スペシャルドラマ） - 北川隆二 役
- このミステリーがすごい! ベストセラー作家からの挑戦状「カシオペアのエンドロール」（2014年12月29日、スペシャルドラマ） - 加納警視正 役
- 月曜名作劇場 「確証〜警視庁捜査三課」（2017年11月6日） - 萩尾秀一 役
- マイホームヒーロー（2023年） - 麻取義辰 役[27]

#### フジテレビ
- 君の瞳に恋してる!（1989年1月 - 3月） - 山下康 役
- キモチいい恋したい!（1990年7月2日 - 9月24日） - 松木隆 役
- 世にも奇妙な物語
  - 世にも奇妙な物語 冬の特別編 (1991年1月)「大予言」（1991年1月3日） - 主演・福田良一 役
  - 世にも奇妙な物語 冬の特別編 (1994年)「言葉の戦争」（1994年1月6日） - 主演・松倉暎吾 役
- もう誰も愛さない（1991年4月 - 6月） - 主演・沢村卓也 役
- 金曜ドラマシアター「新宿サラ金物語」（1992年4月10日） - 主演・裕 役
- 君のためにできること（1992年7月 - 9月） - 主演・神崎達矢／日方正樹 役
- 瀬戸内少年野球団（1993年）
- 救急ハート治療室（1999年7月 - 9月） - 柏木公平 役
- ブランド（2000年1月 - 3月） - 堀口一仁 役
- 天童よしみの歌姫探偵シリーズ（2002年 - 2004年、金曜エンタテイメント）
- 鬼平犯科帳スペシャル 山吹屋お勝（2005年） - 関宿の利八 役
- ザ・ヒットパレード〜芸能界を変えた男・渡辺晋物語〜（2006年5月26・27日） - 清水高志 役
- 法の庭（2007年、金曜プレステージ） - 田所誠 役
- 奇跡の動物園2010〜旭山動物園物語〜（2010年2月12日、金曜プレステージ） - 長谷勝人 役
- 医龍-Team Medical Dragon-3（2010年11月） - 佐藤修一 役
- 東野圭吾ミステリーズ 第4話「レイコと玲子」（2012年7月26日） - 藤川真一 役

#### テレビ朝日
- はぐれ刑事純情派2（1989年4月 - 10月） - 浅野信一刑事 役
- 自由の丘に私が残った（1990年） - 栗原俊一 役
- 静寂の声 乃木希典・静子の生涯（1990年）
- 氷点2001（2001年） - 村井靖夫 役
- 相棒 season10 第10話（2012年1月1日） - 草壁彰浩 役
- 遺留捜査 第2シリーズ 第1話（2012年7月12日） - 町田正義 役
- 冤罪死刑（2013年、土曜ワイド劇場特別企画） - 高嶋健一 役
- 越路吹雪物語（2018年） - 内藤法美 役
- 未解決の女 警視庁文書捜査官 第3話（2018年5月3日） - 塚本秀平 役
- 家政夫のミタゾノ 第7シーズン 第1話（2025年1月14日） - 八王子健太郎 役[28]

#### テレビ東京
- あいつがとまらない!（1989年11月 - 12月） - 主演・唐沢亮 役
- 宮本武蔵（2001年1月） - 佐々木小次郎 役
- 多摩南署たたき上げ刑事・近松丙吉 冷たい灼熱 白昼主婦殺人事件（2001年8月、女と愛とミステリー）
- パートタイム探偵（2002年12月・2004年2月、女と愛とミステリー） - 日比野仁
- 作家探偵・山村美紗シリーズ（2012年4月 - 2013年11月、水曜ミステリー9） - 狩矢荘助 役
- 天 天和通りの快男児（2018年10月4日 - 12月20日） - 赤木しげる 役[29]
  - 天 赤木しげる葬式編（2019年12月29日）[30]
- 警視庁ゼロ係〜生活安全課なんでも相談室〜SEASON4（2019年7月19日 - 9月6日） - 前川俊也 役
- 月曜プレミア8 ドンナビアンカ〜刑事 魚住久江〜（2020年） - 金本健一 役
- 警視庁強行犯係・樋口顕 最終話（2021年2月19日） - 秋葉康一 役

#### WOWOW
- ママは昔パパだった（2009年、連続ドラマW） - 有馬勇治 役
- 女と男の熱帯（2013年、連続ドラマW） - 富樫渉 役

### 映画
- ガラスの中の少女（1988年、東映） - 広田陽一 役
- はぐれ刑事純情派（1989年、東映） - 浅野信一刑事 役
- 代打教師 秋葉、真剣です!（1991年、東映） - 主演・秋葉真剣 役
- マンハッタン・キス（1992年、松竹） - 田中憲夫 役
- 国会へ行こう! （1993年、東宝） - 主演・川合直哉 役
- 亡国のイージス（2005年、日本ヘラルド・松竹） - 竹中勇 役
- ミッドナイト・イーグル（2007年、松竹） - 佐伯昭彦 役
- 真夏のオリオン（2009年6月13日、東宝） - 桑田伸作 役
- 僕たちのプレイボール（2010年5月15日、ゴー・シネマ） - 柊恒雄 役
- 七瀬ふたたび The Movie（2010年10月2日、IMJエンタテインメント=マジックアワー） - 狩谷 役
- 聯合艦隊司令長官 山本五十六（2011年12月23日、東映） - 三宅義勇 役[31]
- 春を背負って（2014年6月14日、東宝） - 工藤肇 役
- 柘榴坂の仇討（2014年9月20日、松竹） - 財部豊穂 役
- 星籠の海 探偵ミタライの事件簿（2016年6月4日、東映） - 槙田邦彦 役
- グッバイエレジー（2017年3月25日、マジックアワー） - 井川道臣 役
- 花戦さ（2017年6月3日、東映） - 石田三成 役[32]
- 響 -HIBIKI-（2018年9月14日、東宝） - 祖父江秋人 役[33]
- 空母いぶき（2019年、キノフィルムズ） - 沢崎勇作 役[34]
- 映画 マイホームヒーロー（2024年3月8日、ワーナー・ブラザース映画） - 麻取義辰 役[27][35]
- BISHU 〜世界でいちばん優しい服〜（2024年10月11日、イオンエンターテイメント） - 神谷康孝 役[36][37]

### ウェブドラマ
- 全裸監督2（2021年6月24日 全話配信、Netflix） - 本田明 役

### バラエティ番組
- マネーの虎（2001年10月 - 2004年3月、日本テレビ） - 司会
- サンクチュアリ/大人の聖域（2004年10月 - 2005年9月、日本テレビ） - 司会
- ネプリーグ（2006年5月22日-2011年12月12日、フジテレビ）

### 吹き替え
- ザ・ホワイトハウス（Season 1 - Season 2、NHK BS2） - サム・シーボーン〈ロブ・ロウ〉 役

### 舞台
- やわらかい服を着て（2006年、新国立劇場）演出：永井愛
- 音楽劇『三文オペラ』（2007年、世田谷パブリックシアター）演出：白井晃
- オットーと呼ばれる日本人（2008年、新国立劇場）演出：鵜山仁
- 舞台版『だんだん』（2009年、全国12都市で公演）演出：樫田正剛
- ローマの休日（2010年、天王洲 銀河劇場 大阪シアタードラマシティ）
- シングルマザーズ（2011年、東京芸術劇場他）演出：永井愛
- Paco〜パコと魔法の絵本〜 from「ガマ王子vsザリガニ魔人」（2014年） - 浅野 役
- ミュージカル『ファントム』（2014年） - キャリエール 役
- トロイラスとクレシダ（2015年7月 - 8月、世田谷パブリックシアター） - ヘクター 役
- キャッチ・ミー・イフ・ユー・キャン（2022年8月11日 - 9月4日、東京国際フォーラム Cホール / 9月9日 - 15日、オリックス劇場） - カール・ハンラティ 役[38]
  - キャッチ・ミー・イフ・ユー・キャン 再演（2024年8月19日 - 9月8日、東京国際フォーラム ホールC / 9月13日 - 17日、オリックス劇場）[39]
- ミュージカル『クリスマス･キャロル』（2022年11月26日、金沢歌劇座 / 12月4日、四国中央市市民文化ホール / 12月6日、愛媛県県民文化会館 / 12月21日 - 22日、東京芸術劇場など全国20か所） - 主演・スクルージ 役
  - ミュージカル『クリスマス・キャロル』〜National Tour 2025〜（2025年11月16日 - 12月24日〈予定〉、福生市民会館 他）[40]
- PARCO PRODUCE 2024『ハムレットQ1』（2024年5月11日 - 6月2日、PARCO劇場 / 6月8日・9日、森ノ宮ピロティホール / 6月15日・16日、東海市芸術劇場 大ホール / 6月22日・23日、久留米シティプラザ ザ・グランドホール） - クローディアス 役[41]
- 氷艶 hyoen 2025 -鏡紋の夜叉-（2025年7月5日 - 7日、横浜アリーナ）[42]

### CM
- 江崎グリコ『ポッキー』（1989年）
- 日産自動車（1993年）[43]※島崎俊郎と共演
- マンダム『ギャツビー（GATSBY）』（1993年 - 1996年）※森脇健児と共演
- 台湾維他露(ビタローン)食品 「舒跑運動飲料『スーパー  スーパウン』（SUPER SUPAU）」（1995年）
- 日清食品『カップヌードル・マイレンジタイム』「トレンジードラマ編」 ※西原亜希と共演
- 農協の共済（1990年 - 1991年）
- ホンダカーズ（2021年 - ）

### ラジオ
- 吉田栄作のヒューマンタッチ（2019年6月 - 、八王子FM）
- 吉田栄作 TakeOff（1989年10月15日 - 1994年10月3日、ニッポン放送）
- J-BREAK (2021年4月21日、ZIP-FM)